# Susan Calvin
Pour les articles homonymes, voir Calvin.
Le Dr. Susan Calvin est un personnage de fiction de la série de nouvelles et romans de science-fiction Robots, créé par Isaac Asimov en 1940 dans la nouvelle Robbie. Elle est robopsychologue au sein de l'US Robots, la principale entreprise de fabrication de robots du XXIe siècle. Son personnage est récurrent dans de nombreux recueils de nouvelles, tels que I, Robot.

## Biographie
La biographie de fiction de Susan Calvin est, en grande partie, indiquée par Isaac Asimov dans la préface de la nouvelle Robbie.
Susan Calvin naît en 1982, l'année de la fondation de US Robots. En 1998 elle se rend à New York ; au Musée de la Science et de l'Industrie, elle y étudie le premier Robot Parlant (un robot occupant vingt-cinq mètres carrés de surface, capable de répondre à des questions posées par les humains), lui posant diverses questions et prenant des notes, notamment la rencontre d'une petite fille avec le robot (Robbie). Ces notes lui fournissent assez de matériau pour son article Les Aspects pratiques des robots, le premier d'une longue série publiée sur le même sujet. En 2002, elle assiste à un séminaire de psychomathématiques donné par le docteur Lanning, dont elle était l'étudiante ; Lanning y présente le premier robot mobile équipé d'un organe vocal.
Elle obtient son doctorat en 2008, et est alors engagée par l'US Robots comme robopsychologue (la première practicienne de cette science nouvelle), au moment où la compagnie doit réorienter son activité sur le marché extraterrestre, les robots ayant été interdits sur Terre. Elle travaille aux côtés d'Alfred Lanning, alors directeur des recherches, de Peter Bogert, chef mathématicien, tous sous la présidence de Robertson, l'actionnaire majoritaire de l'US robots.
Toute sa vie fut consacrée à la recherche et au progrès des robots. Elle fut confrontée dans sa vie à plusieurs cas problématiques, qui sont racontés dans quelques nouvelles du recueil I, Robot.
Susan Calvin meurt en 2064, à l'âge de 82 ans.
Ce personnage a été repris par la suite par la romancière Mickey Zucker Reichert (en) dans sa trilogie I, Robot (Protéger publié en 2011, Obéir en 2013 et To Preserve en 2016). Mais cette version de Susan Calvin est bien plus jeune que celle d'Isaac Asimov, car elle est étudiante en psychiatrie en 2035, ce qui donnerait une différence d'âge d'environ vingt-cinq à trente ans entre les deux personnages.

## Caractère
Susan Calvin est une personne qui conserve à tout instant un calme inébranlable et fait montre d'une ironie acérée. Elle tient les robots en très haute considération, plus que les humains dans bien des cas.

## Nouvelles dans lesquelles Susan Calvin apparaît
- Robbie publié en septembre 1940 dans Super Science Stories
- Menteur ! publié en mai 1941 dans Astounding Science-Fiction
- Évasion ! publié en août 1945 dans Astounding Science-Fiction
- La Preuve publié en septembre 1946 dans Astounding Science-Fiction
- Le Petit Robot perdu publié en mars 1947 dans Astounding Science-Fiction
- Conflit évitable publié en juin 1950 dans Astounding Science-Fiction
- Satisfaction garantie publié en avril 1951 dans Amazing Stories
- Risque publié mai 1955 dans Astounding Science-Fiction
- Le Correcteur publié en décembre 1957 dans Galaxy Science Fiction
- Lenny publié en janvier 1958 dans Infinite Science-Fiction
- Intuition féminine publié en octobre 1969 dans The Magazine of Fantasy & Science Fiction
- Le Robot qui rêvait publié en novembre 1986 dans le recueil Le Robot qui rêvait

Toutes ces nouvelles font également partie du recueil Nous les robots, publié en 1982 (la nouvelle Le Robot qui rêvait ne fait partie que du recueil traduit en français et publié en 1990).

## Adaptation à l'écran
Elle est interprétée par Bridget Moynahan dans le film I, Robot. Cependant, elle y est dépeinte comme une femme brune, jeune et séduisante, alors que Asimov décrit une personne aux cheveux gris (« couleur fer »), aux lunettes rondes et à l'abord glacial. Asimov la décrit également dans un commentaire de Nous les robots comme sexuellement insatisfaite.

## Mentions chez d'autres auteurs
- Arthur C. Clarke mentionne son nom comme une personne réelle dans son roman 3001 : L'Odyssée finale.
- Dans le calendrier pataphysique inspiré par Alfred Jarry, le quatrième jour du mois de Palotin (notre 23 avril) est le Ste Susan Calvin, docteur.
- Susan Calvin est également citée dans le roman Les Robots de l'aube publié en 1983 comme étant une pionnière de la robotique sur Terre.
- Mickey Zucker Reichert (en) l'utilise comme personnage principal de sa trilogie I, Robot (Protéger publié en 2011, Obéir en 2013 et To Preserve en 2016).
- Dans sa nouvelle L'enfant qui venait de l'espace (publiée en mars 1984 dans le premier numéro du magazine Je Bouquine), Robert Escarpit met en scène un long dialogue entre Susan Calvin et son créateur, Isaac Asimov[3].